# Felipe II-Los Diez Mandamientos
Felipe II-Los Diez Mandamientos es un barrio de Sevilla (España), que pertenece al distrito Sur. Está situado en la zona centro-norte del distrito. Limita al norte con los barrios de Giralda Sur y El Plantinar; al este, con el barrio de El Juncal-Híspalis; al sur, con los barrios de Avenida de la Paz y Polígono Sur; y al oeste, con el barrio de Tiro de Línea-Santa Genoveva.